# Jan Frank Fischer
Jan Frank Fischer (* 15. September 1921 in Louny, Tschechoslowakei; † 27. Januar 2006 in Prag, Tschechien) war ein tschechischer Komponist, Musikwissenschaftler, Schriftsteller und Übersetzer.

## Leben
Aus einer Akademikerfamilie stammend, wollte Jan Frank Fischer (oft auch Jan F. Fischer) nach der Reifeprüfung am Gymnasium von Kralupy nad Vltavou Philologie in Prag studieren. Infolge der Schließung der tschechischen Universitäten während der nationalsozialistischen Besatzung, nahm er stattdessen die Möglichkeit zu einem Kompositionsstudium bei Jaroslav Řídký am Prager Konservatorium wahr, bei dem er in der Folge 1945–1948 die Meisterklasse absolvierte. Nach der Befreiung 1945 begann er zusätzlich Musikwissenschaft bei Josef Hutter an der Karls-Universität zu studieren. Nach dem Februarumsturz 1948 war er gezwungen, dieses Studium aufzugeben, sodass er es erst nach der Samtenen Revolution 1990 mit der Promotion zum PhDr. abschließen konnte.
Fischer arbeitete als freischaffender Künstler, Autor von Opernlibretti und Liedtexten für eigene sowie Vertonungen durch andere Komponisten und als Übersetzer. Mit seiner ersten Frau, Olga Franková, übersetzte er etwa Dramen von Miguel de Cervantes, Lope de Vega und Federico García Lorca vom Spanischen ins Tschechische. Einen gewichtigen Teil seiner Tätigkeit und seines Einkommens bildete die Arbeit für Bühne, Film und Fernsehen. Zwischen 1944 und 2000 schrieb er Musik für rund 135 Theater- und Musicalproduktionen, hauptsächlich für das Divadlo na Vinohradech, das Prager Nationaltheater und das Prager Stadttheater (Městská divadla pražská). Als eines von Fischers erfolgreichsten Musicals in der ČSSR und im Ausland (BRD, DDR) gilt Der Krieg mit den Molchen (Válka s mloky, 1963) auf Grundlage des gleichnamigen satirischen Science-Fiction-Romans von Karel Čapek in einer Texteinrichtung von Pavel Kohout.
Fischer engagierte sich in verschiedenen Verbänden, so war er 1945–1949 Mitglied des Ausschusses des Vereins für zeitgenössische Musik „Přítomnost“ (Gegenwart), Mitglied des Kammermusikausschusses des Tschechoslowakischen Komponistenverbandes sowie Vorsitzender des Prager Ausschusses für Varietémusik. Seine Werke wurden mit zahlreichen nationalen und internationalen Preisen ausgezeichnet, insbesondere für seine Musik zu Animations- und TV-Filmen. Fischer starb am 27. Januar 2006 und wurde im Familiengrab auf den Prager Olšany-Friedhöfen beigesetzt. Gelegentlich gibt es durch die ähnliche bzw. alternative Möglichkeit zur Namensschreibweise Verwechslungen mit dem slowakischen Komponisten, Chorleiter und Pädagogen Ján Fišer (auch Joannes Fisser bzw. Fischer; 1896–1963). Jan Fischers Tochter aus erster Ehe mit Olga Franková (1909–1969) ist die Schriftstellerin, Dramatikerin und Drehbuchautorin Daniela Fischerová.

## Werke (Auswahl)

### Oper
- Bräutigame. Komische Kammeroper in drei Akten nach dem Stück von Simeon Karel Macháček, Libretto: Jan F. Fischer (1957)
- Romeo, Julia und die Finsternis. Oper in zwei Akten mit Prolog und Epilog nach der Novelle von Jan Otčenášek, Libretto: Jan F. Fischer (1961)
- Wundertheater. Kleine Rundfunkoper nach Miguel de Cervantes, Libretto Jan F. Fischer in drei Akten nach dem Stück von Simeon Karel Macháček, Libretto: Jan F. Fischer (1957)
- Oh, Mr. Fogg!. Kammeroper nach Pavel Kohouts Dramatisierung von Jules Vernes Reise um die Erde in 80 Tagen, Libretto: Jan F. Fischer (1970)
- Dekameron. Kammeroper nach Giovanni Boccaccio, Libretto: Jan F. Fischer und Jaroslav Dudek (1975)
- Kopernikus. Oper in zwei Akten, Libretto: Jan F. Fischer und Oldřich Daňek (1981)
- Eine Brücke für Klara. Fernsehoper, Libretto: Jan F. Fischer (1986)
- Rituale. Oper, Libretto: Daniela Fischerová (1906)
- Du hast mich wütend gemacht und Varta. Zwei Mini-Opern, Libretto: Jan F. Fischer (1989/1997)
- Drndy a záletnice. Kammeroper frei nach Boccaccio und Carlo Goldoni, Libretto: Jan F. Fischer (1999)
- Spiele. Kleine Oper, Libretto: Jan F. Fischer (2002)

### Ballett
- Euphrosina. Ballett in drei Bildern nach Motiven von Josef Kajetán Tyl, Libretto: Jan Rey (1951–1957)
- Puppenspieler. Ballett, Libretto: Vladimír Vašut und Pavel Šmok (1978)
- Bataillon. Ballett, Libretto: Vladimír Vašut (1996)

### Kantate
- Herbstleporello. Kantate für Mezzosopran, Männerchor und Orchester (1978)

### Orchester
- 14. Juli. Ouvertüre (1945)
- Tanzsuite (1951)
- Monothematische Sinfoniei (1951, rev. 1959; gelegentlich auch mit dem Titel „Der neuen Welt“ versehen)
- Bilder I. (1970)
- Bilder II. – Tänzerisches. Ouvertüre (1973)
- Abendmusik für Streichorchester (1973)
- Trauerfeier „für die Helden des slowakischen Nationalaufstandes“ (1973)
- Bilder III. – Über die Freude (1977)
- Konzert (1980)

### Soloinstrument(e) und Orchester
- Konzert für Viola und Orchester op. 10
- Pastorale Sinfonie für Oboe und Orchester (1944)
- Fantasie für Klavier und Streichorchester (1953)
- Konzert für Klarinette und Orchester (1965)
- Konzert für Harfe und Orchester (1971)
- Concertino semplice für Klavier und kleines Orchester (1972)
- Konzert für zwei Harfen und Streichorchester (1997)
- Doppelkonzert für Flöte, Harfe und Streichorchester (1999)

### Duo und Kammermusik
- Sonate für Flöte und Klavier (1944)
- Klavierquintett (1948)
- Ballade für Streichquartett und Klarinette (1949)
- Sieben Briefe (Sonátorům) für Flöte, Bassklarinette, Klavier und Schlagzeug (1971)
- Canto a Due Boemi für Bassklarinette und Klavier (1972)
- Gespräche mit der Harfe für Harfe, Flöte, Violine, Viola und Violoncello (1979)
- Prager Präludien für fünf Harfen (1983)
- Lyrische Rhapsodie  für Viola und Klavier (1987)
- Hommage a B. M. für Flöte und Harfe (1989)
- Ich habe von einer Puppe geträumt. Präludium für Flöte, Violine, Violoncello und Klavier (2002)

### Instrument solo
- Sonate für Klavier (1944)
- Komödiantische Suite für Klavier (1944)
- Musik für Klavier (1977)
- Drei Präludien für Akkordeon (1982)

### Lied
- Neun Duette nach Volksliedern und eigenen Texten für zwei hohe Frauenstimmen und Klavier (1950)
- Todeslieder nach Volksliedtexten über das Leben und den Tod für Bariton und Klavier (1990)
- Lieder für Freunde für Bariton, Bassklarinette und Klavier (1992)
- Gesang über die Zeit nach einem lateinischen Gedicht von Renata Pandulová für Sopran und Klavier (1995)
- Arietten. Fünf Lieder ohne Worte für Sopran und Harfe (1996)

Zudem weitere Kammermusik, Solowerke, Lieder, Chorsätze, Stücke für Kinder, Musicals, TV- und Filmmusik, Bühnenmusik u. a.